# Trappenkamp
Trappenkamp település Németországban, Schleswig-Holstein tartományban. Lakosainak száma 5276 fő (2023. december 31.).

## Népesség
A település népességének változása:
| Lakosok száma | 5402 | 5194 | 5252 | 5248 | 5300 | 5276 |
|               | 1975 | 2017 | 2019 | 2021 | 2022 | 2023 |